# Den bästa utsikten
Den bästa utsikten är en svensk kortfilm från 2011 i regi av Petra Revenue. I rollerna ses bland andra Sten Ljunggren, Miran Kamala och Barbro Oborg.

## Handling
Tore är övertygad om att det inte finns någon människokärlek längre och har fått nog. Han beslutar sig för att begå självmord en dag när hans fru gått till sitt arbete. Planerna ändras dock när grannen Ali kommer förbi och vill att han ska ta en titt på den nya grannen.

## Rollista
- Sten Ljunggren – Tord
- Miran Kamala – Ali
- Barbro Oborg – Inger
- Tomas von Brömssen – Bertil
- Henric Holmberg – Snål-Lennart
- Carita Jonsson – den nakna kvinnan
- Carina Söderman – Martina
- Henrik Johansson – TV-fotograf
- Martin Persson – journalist
- Frederik Nilsson – förman
- Kjell Wilhelmsen – Pirko

## Om filmen
Den bästa utsikten producerades av Annika Hellström och Martin Persson för Cinenic Film och Anagram Produktion AB. Fotografer var Andreas Wessberg och Henrik Johansson och klippare Kristina Meiton. Filmen premiärvisades den 29 januari 2011 på Göteborgs filmfestival och visades samma år i Sveriges Television.